# 美国空军全球打击司令部

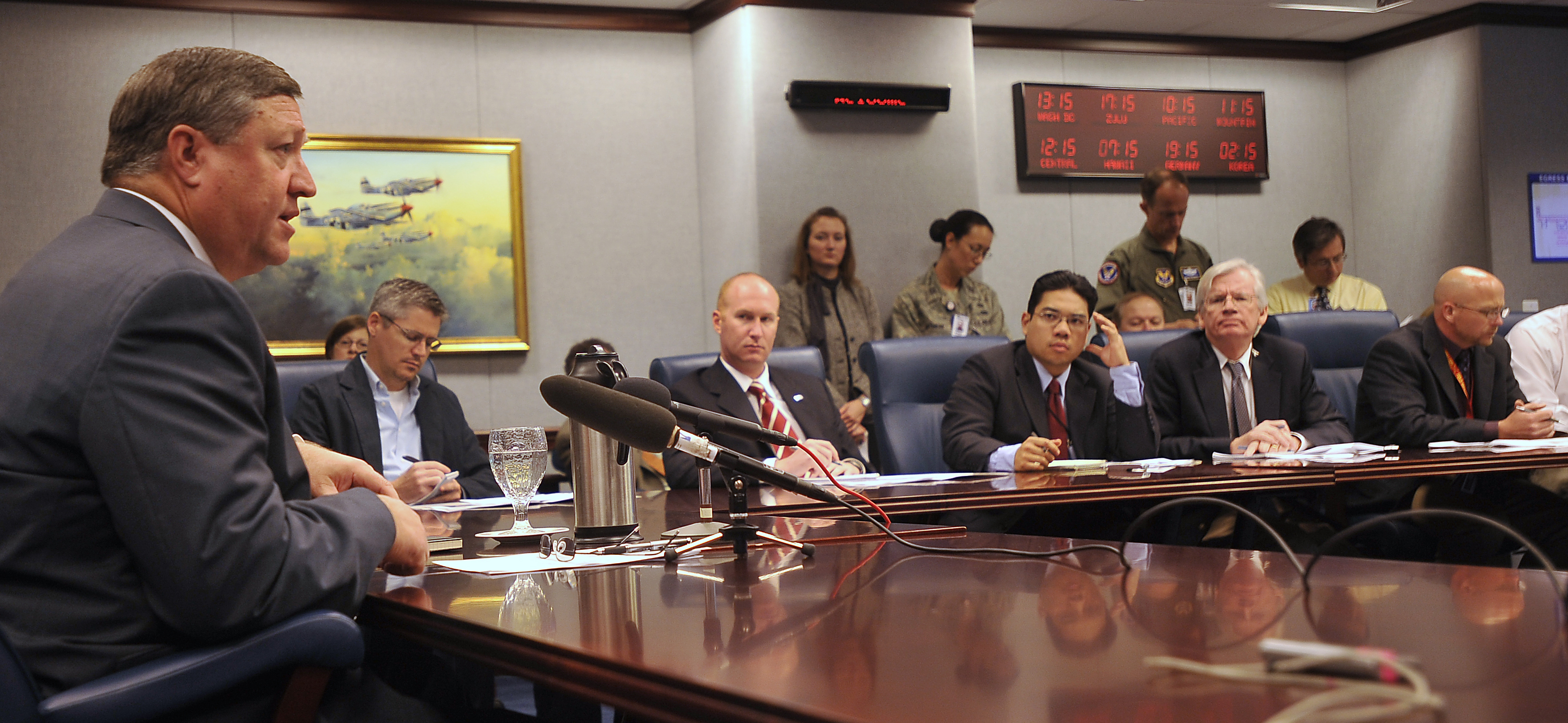
2008年10月24日，空军部长迈克尔·唐利就成立空军全球打击司令部事宜与媒体见面

空军全球打击司令部（Air Force Global Strike Command，AFGSC） ， 是美国空军的一个一级司令部，负责空军的战略武器，包括核武、战略导弹、战略轰炸机等，在2009年8月本司令部成立之前，这些战略武器分属于美国空军太空司令部和美国空军空战司令部，分别于2009年12月和2010年2月移交到本司令部。 成立空军全球打击司令部是2007年美国空军核武事件调查中列出的建议之一。2015年，全球打击司令部正式升格为四星上将担任司令的司令部，而相应，空军教育训练司令部降格为由三星中将担任司令。